# Капличка (заказник)
Капли́чка — ботанічний заказник місцевого значення в Україні. Розташований біля села Махаринці Козятинського району Вінницької області. 

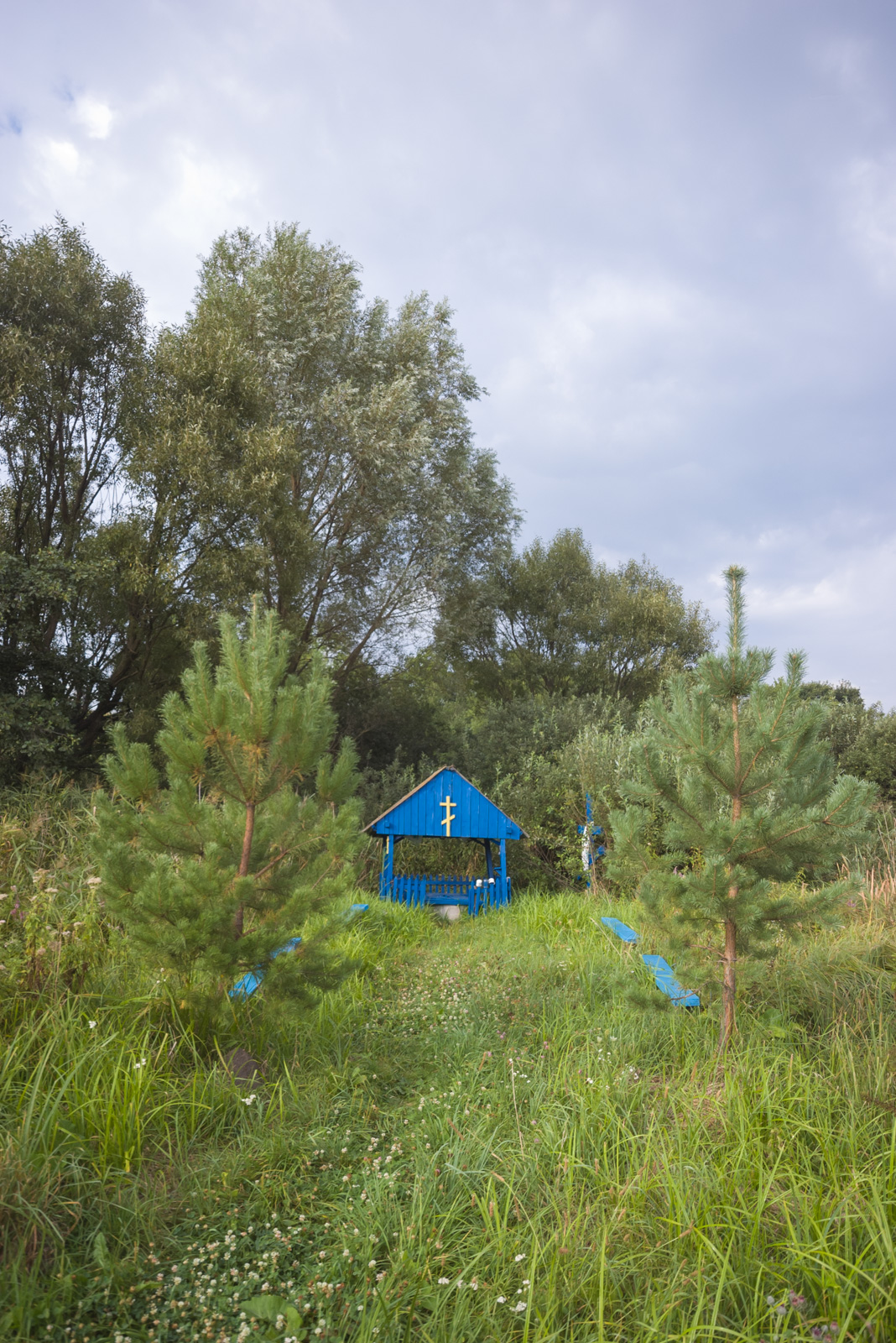
Свята криничка в заказнику Капличка

Площа 20 га. Оголошений відповідно до Рішення 28 сесії 5 скликання Вінницької облради № 968 від 02 березня 2010 року. 
Статус присвоєно для збереження частини соснового лісу, трав'яний покрив якого представлений чагарниковими видами з домінуванням терну колючого, ковили, бородача, костриці та водно-болотного комплексу багатого болотною рослинністю (очерет, осока, рогіз).